# Njombe (Fluss)
Der Njombe ist ein Fluss in Tansania.

## Verlauf
Der Fluss entspringt in der Mbeya-Region etwa 200 km westlich von Iringa im Südwesten Tansanias auf etwa 1650 Höhenmetern. Anfangs verläuft er in nördlicher Richtung. Kurz nach dem Überqueren der Grenze zur Region Singida ändert es seinen Kurs auf Ost-Nordost und verläuft entlang der Grenze zur Region Iringa. Er bildet dabei ab der Quelle die Grenze zum Ruaha-Nationalpark. An der Nordspitze des Parks knickt er um 90° nach rechts ab, um etwa 30 km weiter auf der Grenze zwischen den Regionen Iringa und Dodoma in den Kisigo zu münden.

## Hydrometrie
Durchschnittliche monatliche Durchströmung des Njombe gemessen an der hydrologischen Station in Ifumbe in m³/s.